# Gary Puckett & the Union Gap
Gary Puckett & the Union Gap (сначала называлась The Union Gap featuring Gary Puckett) — американская поп-рок-группа, популярная в конце 1960-х годов. среди их самых больших хитов — «Woman, Woman», «Young Girl» и «Lady Willpower».
Как пишет музыкальный сайт AllMusic, в конце 1960-х годов («период, навсегда выделившийся как самый радикальный, инновационной и оказавший самое широкое влияние») группа Gary Puckett and the Union Gap (во главе с Гэри Пакеттом) «выковала серию массивных хитов-баллад, [которые были] почти не от мира сего со своей полнейшей искренностью и мелодраматизмом».
Свой самый большой хит группа записала на свой счёт весной 1968 года. Песня называлась «Young Girl». Она была написана CBS-овским продюсером Джерри Фуллером в стиле известной песни «Woman, Woman», но, как пишет AllMusic, с «заменой вековой темы неверности на вековую тему несовершеннолетней любви и искушения»: «Моя любовь к тебе выходит далеко за пределы дозволенного / лучше беги, девочка, тебе слишком мало лет, девочка» (англ. My love for you is way out of line / you better run, girl, you're much too young, girl.

## Дискография
- См. «Gary Puckett & The Union Gap § Discography» в английском разделе.